# Campeonato Sergipano de Futebol de 1946
O Campeonato Sergipano de Futebol de 1946 foi a 23º edição da divisão principal do campeonato estadual de Sergipe. O campeão foi o Olímpico de Aracaju que conquistou o primeiro de seus dois títulos na história da competição.

## Participantes
- América de Propriá
- Cotinguiba
- Ipiranga
- Laranjeiras
- Olímpico
- Palestra
- Paulistano
- Propriá
- Riachuelo
- Rio Branco
- Sergipe
- Socialista hoje Maruinense

## Premiação
| Campeonato Sergipano de 1946 |
| Aracaju                      |
| ---------------------------- |
| Olímpico Campeão (1º título) |